# Rot am See
Rot am See (hist. Roth am See) – miejscowość i gmina w Niemczech, w kraju związkowym Badenia-Wirtembergia, w rejencji Stuttgart, w regionie Heilbronn-Franken, w powiecie Schwäbisch Hall, siedziba związku gmin Brettach/Jagst. Leży ok. 30 km na północny wschód od Schwäbisch Hall, przy drodze krajowej B290 i linii kolejowej Crailsheim–Lauda-Königshofen. Gmina graniczy na wschodzie z Bawarią.